# ПОФК Ботев (Враца)
ПФК Ботев е български футболен отбор от Враца, който се състезава в Първа професионална футболна лига. Играе домакинските си мачове на стадион „Христо Ботев“, който е с капацитет 25 000 места.
От 1964 г. до 1990 г. „Ботев“ записва 26 последователни сезона в А група. Клубът постига най-големия си успех през сезон 1970/71, когато завършва на 3 място и печели бронзовите медали.

## История

### Създаване и първи години
На 21 април 1921 г. на игрището край стария пазар на Враца група младежи учредяват спортен клуб, който назовават на името на големия революционер Христо Ботев. Учредители са Иван Абгузов, Тодор Орозов, Христо Лиженски, Ангел Рачински, Нако Паунов, Никола Кунов и Герго Бойчев. В началото в клуба са застъпени спортовете лека атлетика и гимнастика, а малко по-късно са закупени първите футболни топки и футболът се е наложил като основен спорт.  
Между 1928 г. и 1930 г., след обединение с „Орел“, клубът се нарича „Ботев-Орел 28“, но през 1930 г. си връща името „Ботев“. Просъществува до 1949 г., когато е разформирован, а в града са обособени няколко доброволни спортни организации (ДСО) на ведомствен принцип. За официален наследник на Ботев се приема ДСО „Спартак“ Враца, което записва участия във второто ниво на българския футбол.
На 3 април 1957 г. „Ботев“ е възроден след обединението на „Спартак“ с повечето ДСО в града. През 1960/61 достига до полуфинал за Националната купа, където отпада от бъдещия носител на трофея ЦДНА (София). Това е най-доброто постижение за клуба в турнира до този момент, което е повторено 14 години по-късно. През сезон 1963/64 „Ботев“ се класира на 1-во място в Северната Б група и печели правото да участва в А група за първи път в своята история. Промоцията е осигурена кръг преди края на първенството след победа с 5:2 като гост срещу регионалния противник Монтана. Сред основните футболисти в състава по това време са Илия Драгомиров, Георги Каменов, Евлоги Йорданов, Николай Бакърджиев и Кирил Райков.

### 26 сезона в А група (1964 – 1990)
След влизането си в А група „Ботев“ успява да се утвърди в елитното първенство, като записва 26 поредни сезона, придобивайки статута на един от значимите клубове в българския футбол. Към състава са интегрирани футболисти като Румен Йотов, Николай Пенков, Сашо Ангелов, Цветан Патеров, Венелин Тошков, Ангел Ценов. Заедно с по-опитните те се превръщат в основата на отбора, който през сезон 1970/71 печели бронзовите медали в шампионата. Под ръководството на старши треньора Илия Панев „врачани“ завършват на 3-то място след ЦСКА и Левски и придобиват правото да представят България в Купата на УЕФА. В нея „Ботев“ среща Динамо (Загреб) и отпада след две загуби. В първия мач, игран на 15 септември 1971 г. на стадион „Максимир“, „врачани“ губят с 1:6, като почетното попадение е дело на Евлоги Йорданов. На реванша във Враца две седмици по-късно Евден Каменов открива резултата за „Ботев“, но след това Динамо обръща и печели с 2:1.
През следващите години „Ботев“ се класира предимно в „златната среда“ на А група. По-челни позиции записва през сезон 1976/77, когато финишира на 5-то място, както и през сезон 1984/85 – 4-то място (през 1990 г. е преместен на 6-то място, защото БФС връща титлата на "Левски" и сребърните медали на ЦСКА). В средата на 80-те години на ХХ век в отбора изпъкват имената на футболисти като Илия Вълов, Валери Греков, Илия Войнов, Цветан Данов и Емил Маринов. Между 1985 г. и 1990 г. клубът се състезава под името „Враца“ след решение на ЦК на Българската комунистическа партия, свързано със злополучния финал за Купата на България през 1985 г., което забранява футболните отбори да носят имена на национални герои. В този период отборът постига една от най-впечатляващите победи в своята история. На 11 декември 1985 г. разбива с 6:3 като гост Левски (София), преименуван тогава на „Витоша“. Дългогодишният период на клуба в елита на българския футбол приключва през сезон 1989/90. По време на кампанията „врачани“ постигат само 5 победи, завършват на последното 16-о място в класирането и изпадат в Б група.

### Две десетилетия извън елита (1990 – 2011)
Следва дълъг период, в който „Ботев“ се движи между дивизиите. Отборът участва четири последователни сезона във втора дивизия, а през 1994 г. се свлича до В група. В този период обаче изгрява звездата на юношата на клуба Мартин Петров. Той играе за „Ботев“ през сезон 1995/96, а впоследствие се превръща в един от най-добрите български футболисти, емблема и на националния отбор. През 1998 г. „врачани“ успяват да се завърнат в Б група с поддръжката на строителния предприемач Иван Личев, който пререгистрира клуба като акционерно дружество – „Ботев 1921 Враца“. От школата излиза още един значим футболист в лицето на Валентин Илиев, но трудните години за клуба продължават. В началото на ХХI век кризата се задълбочава и отборът не завършва сезон 2002/03, като се отказва от участие през зимната пауза. През следващите три сезона във Враца футбол развива единствено „Ботев-21“, който макар документално да няма общо с фалиралото дружество, се приема за наследник, тъй като играе на стадион „Христо Ботев“ и в неговите редици се влива цялата детско-юношеска школа на „Ботев 1921 Враца“.
През 2005 година след разпада на „Ботев-21“ община Враца регистрира нов клуб с името ОФК „Ботев“, който се обединява със спечелилия промоция във В група „Ботев“ (Лиляче). През сезон 2008/09 завършва на 1 място и печели промоция за Б група. След завръщането в професионалния футбол за старши треньор е назначен Сашо Ангелов, като под негово ръководство възходът на „Ботев“ продължава. През сезон 2009/10 отборът се класира на 6-о място, а през 2010/11 е над всички в Западната Б група. Завършва на 1-во място и отново става част от елита след 21-годишна пауза.

### Възходи и падения
През второто десетилетие на ХХI век изявите на „Ботев“ (Враца) се характеризират с възходи и падения. През сезон 2011/12 отборът успява да се задържи в А група, като завършва на 12-о място в крайното класиране, въпреки че по време на кампанията е воден от четирима различни треньори в лицето на Сашо Ангелов, Атанас Джамбазки, Тодор Гарев и Антони Здравков, а освен това е съпътстван от сериозна финансова криза.
През лятото на 2012 г. управлението на „Ботев“ е поето от италиански инвеститори, като за председател на Управителния съвет е избран бившият футболен агент Пепино Тири. За първи път в историята на клуба за старши треньор е назначен чужденец – италианецът Джулиано Сонзони, а в състава са привлечени над 10 чуждестранни футболисти от Италия, Бразилия, Уругвай и Аржентина. Кризата в клуба обаче продължава и се задълбочава. В края на годината италианците напускат, а „Ботев“ завършва на 13-о място и изпада заради намаляване на бройката на отборите в елита.
През 2015 г. „Ботев“ отново пропада до В група. Издръжката на клуба е поета от община Враца, което води до ново издигане към професионалния футбол. През 2016 г. отново е в Б група, наричаща се вече Втора лига, а две години по-късно печели за трети път в своята история промоция за Първа лига.

## Наименования
- Ботев (1921 – 1927)
- Ботев-Орел 28 (1928 – 1930)
- Ботев (1930 – 1949)
- Спартак (1949 – 1957)
- Ботев (1957 – 1985)
- Враца (1985 – 1990)
- Ботев (от 1990 г.)

## Успехи
Първа лига
- Бронзов медалист – 1970/71

Купа на България
- Полуфиналист (3) – 1960/61, 1974/75, 2024/25

Купа на Съветската армия
- Полуфиналист – 1984/85

## Участия в европейските клубни турнири
| Сезон   | Турнир         | Етап       | Отбор              | Домакин | Гост | Резултат   |
| ------- | -------------- | ---------- | ------------------ | ------- | ---- | ---------- |
| 1971/72 | Купа на УЕФА   | Първи кръг | Динамо (Загреб)    | 1:2     | 1:6  | 2:8        |
| 1983    | Купа Интертото | Група 8    | Хамарбю ИФ         | 1:2     | 1:2  | 3-то място |
| 1983    | Купа Интертото | Група 8    | Арминия (Билефелд) | 0:1     | 0:4  | 3-то място |
| 1983    | Купа Интертото | Група 8    | Брюне ИЛ           | 1:0     | 3:0  | 3-то място |

## Последните 10 сезона
| Сезон   | Първенство | Място | М  | П  | Р  | З  | ГР     | Т  | Купа на България |
| ------- | ---------- | ----- | -- | -- | -- | -- | ------ | -- | ---------------- |
| 2015/16 | В Група    | 2     | 30 | 27 | 0  | 3  | 101:17 | 81 | не участва       |
| 2016/17 | Втора лига | 10    | 30 | 9  | 11 | 10 | 42:41  | 38 | 1/32-финал       |
| 2017/18 | Втора лига | 1     | 30 | 19 | 7  | 4  | 46:20  | 64 | 1/8-финал        |
| 2018/19 | Първа лига | 9     | 34 | 13 | 7  | 14 | 49:45  | 46 | 1/16 финал       |
| 2019/20 | Първа лига | 11    | 31 | 7  | 9  | 15 | 29:50  | 30 | 1/4-финал        |
| 2020/21 | Първа лига | 12    | 32 | 8  | 6  | 18 | 31:45  | 30 | 1/4 финал        |
| 2021/22 | Първа лига | 13    | 32 | 6  | 10 | 16 | 30:55  | 28 | 1/16 финал       |
| 2022/23 | Първа лига | 12    | 35 | 8  | 8  | 19 | 29:64  | 32 | 1/16 финал       |
| 2023/24 | Първа лига | 14    | 35 | 9  | 6  | 20 | 28:56  | 33 | 1/8 финал        |
| 2024/25 | Първа лига | 14    | 37 | 10 | 6  | 21 | 34:65  | 36 | 1/2 финал        |

## Клубен стадион
„Ботев“ (Враца) играе домакинските си срещи на стадион „Христо Ботев“. Той се намира в източната част на Враца и е част от спортен комплекс „Христо Ботев“. Това съоръжение е един от най-големите български стадиони. Построен е с доброволния труд на жителите на града през 1948 година, като капацитетът му е 32 000 зрители. Около терена е изградена широка лекоатлетическа писта.
Стадион „Христо Ботев“ разполага с удобен паркинг за над 300 автомобила. Към стадиона са изградени и 3 тренировъчни игрища, които се ползват от всички детско-юношески възрастови групи. Административната сграда е на три етажа и включва съблекални, музейна клубна експозиция, ресторант и зала за пресконференции.

## Настоящ състав
Към 20 август 2025 г.

## Почетни листи в Първа лига
| Място | Име                | Период      | Мачове |
| ----- | ------------------ | ----------- | ------ |
| 1     | Николай Пенков     | 1969 – 1981 | 334    |
| 2     | Сашо Ангелов       | 1967 – 1980 | 307    |
| 3     | Евлоги Йорданов    | 1959 – 1975 | 305    |
| 4     | Георги Каменов     | 1962 – 1975 | 285    |
| 5     | Димитър Ефремов    | 1972 – 1988 | 284    |
| 6     | Ангел Ценов        | 1967 – 1978 | 267    |
| 7     | Валери Цветанов    | 1979 – 1989 | 265    |
| 8     | Венелин Тошков     | 1970 – 1988 | 250    |
| 9     | Кирил Райков       | 1963 – 1976 | 211    |
| 10    | Николай Бакърджиев | 1962 – 1972 | 209    |

| Място | Име             | Период      | Голове |
| ----- | --------------- | ----------- | ------ |
| 1     | Георги Каменов  | 1962 – 1975 | 150    |
| 2     | Сашо Ангелов    | 1967 – 1980 | 87     |
| 3     | Емил Маринов    | 1982 – 1989 | 69     |
| 4     | Евлоги Йорданов | 1959 – 1975 | 66     |
| 5     | Цветан Данов    | 1981 – 1988 | 63     |
| 6     | Димитър Ефремов | 1972 – 1988 | 58     |
| 7     | Илия Драгомиров | 1957 – 1970 | 52     |
| 8     | Даниел Генов    | 2018 –      | 30     |
| 9     | Браян Переа     | 2022 – 2025 | 26     |
| 10    | Илия Войнов     | 1981 – 1988 | 25     |

## Треньори
| Име               | От                   | До                   |
| ----------------- | -------------------- | -------------------- |
| Илия Панев        | 1959                 | 1964                 |
| Иван Радоев       | 1964                 | 1966                 |
| Илия Панев        | 1969                 | 1974                 |
| Семко Горанов     | 1974                 | 1976                 |
| Илия Панев        | 1976                 | 1978                 |
| Васил Романов     | 1978                 | 1979                 |
| Добромир Жечев    | 1979                 | 1981                 |
| Петър Каменов     | 1981                 | 1985                 |
| Илия Панев        | 1985                 | 1987                 |
| Янко Гелов        | 1987                 | 1988                 |
| Петър Каменов     | 1988                 | 1989                 |
| Семко Горанов     | 1989                 | 1990                 |
| Димитър Ефремов   | 1990                 | 1991                 |
| Илия Панев        | 1991                 | 1993                 |
| Пламен Николов    | 1998                 | 1999                 |
| Людмил Горанов    | 1999                 | 2000                 |
| Илия Вълов        | 2000                 | 2001                 |
| Емил Маринов      | 2001                 | 2002                 |
| Тодор Гарев       | 1 юли 2006 г.        | 8 януари 2008 г.     |
| Емил Маринов      | 8 януари 2008 г.     | 30 юни 2009 г.       |
| Сашо Ангелов      | 1 юли 2009 г.        | 12 септември 2011 г. |
| Атанас Джамбазки  | 13 септември 2011 г. | 24 октомври 2011 г.  |
| Тодор Гарев       | 25 октомври 2011 г.  | 7 декември 2011 г.   |
| Антони Здравков   | 7 декември 2011 г.   | 30 юли 2012 г.       |
| Джулиано Сондзони | 6 август 2012 г.     | 20 септември 2012 г. |
| Антони Здравков   | 20 септември 2012 г. | 6 юни 2013 г.        |

| Име              | От                   | До                   |
| ---------------- | -------------------- | -------------------- |
| Ясен Петров      | 13 юни 2013 г.       | 17 септември 2013 г. |
| Тодор Гарев      | 24 септември 2013 г. | 28 ноември 2013 г.   |
| Бойко Величков   | 4 декември 2013 г.   | 21 май 2014 г.       |
| Викторио Павлов  | 17 юни 2014 г.       | 4 ноември 2014 г.    |
| Емил Маринов     | 4 ноември 2014 г.    | 30 декември 2014 г.  |
| Адалберт Зафиров | 30 декември 2014 г.  | 27 април 2015 г.     |
| Атанас Джамбазки | 14 май 2015 г.       | 9 декември 2015 г.   |
| Николай Тодоров  | 9 декември 2015 г.   | 2 май 2016 г.        |
| Бойко Величков   | 8 юни 2016 г.        | 22 ноември 2016 г.   |
| Сашо Ангелов     | 23 ноември 2016 г.   | 5 ноември 2019 г.    |
| Антони Здравков  | 11 ноември 2019 г.   | 13 март 2021 г.      |
| Веселин Великов  | 15 март 2021 г.      | 8 юни 2021 г.        |
| Даниел Моралес   | 9 юни 2021 г.        | 22 март 2022 г.      |
| Ивайло Димитров  | 23 март 2022 г.      | 29 април 2022 г.     |
| Дженаро Йецо     | 29 април 2022 г.     | 1 юни 2022 г.        |
| Росен Кирилов    | 1 юни 2022 г.        | 6 септември 2022 г.  |
| Даниел Моралес   | 13 септември 2022 г. | 18 септември 2023 г. |
| Христо Янев      | 19 септември 2023 г. | 3 юни 2024 г.        |
| Тодор Янчев      | 6 юни 2024 г.        | 2 септември 2024 г.  |
| Христо Янев      | 6 септември 2024 г.  |                      |

## Известни привърженици
- Тотю Младенов - инженер и политик, бивш министър на труда и социалната политика [13]
- Мирослав Найденов - лекар, политик, бивш министър на земеделието и храните [13]
- Радостина Тодорова - модел, участничка в конкурс за красота „Мис Вселена 2015“ [14]
- Тото - певец, продуцент, актьор и съосновател на група „Скандау“
- Горан Иванов - актьор